# ブライアン・ホッパー
ブライアン・ホッパー（Brian Hopper、1943年1月3日 - ）は、イギリスのギタリストおよびサックス奏者。
ブライアン・ホッパーはケント州ウィスタブル生まれで、後にベーシストとなるヒュー・ホッパーの兄である。ヒューと共に、初期のカンタベリー・ロックのバンド、ワイルド・フラワーズのメンバーであった。彼はまた、ソフト・マシーンのアルバム『ヴォリューム2』でサックスを演奏し、彼らの同名デビュー・アルバム『ソフト・マシーン』で何曲か共作していた。1970年代初頭に起こった2人のバンドメイトの死が、ブライアンを音楽の道に向かわせることを妨げたため、まったく別の農作物保護の研究開発の道を歩むことになった。
1990年代後半になって初めて、ブライアンは歴史的に重要な現代のアーティストとして再注目されることとなった。彼のプロジェクトの1つはアルバム『カンタベリー・サウンドの誕生』だった。これは、彼が個人的にコレクションしていたアーカイヴ（過去の音源）から、当時のカンタベリー・シーンを記録する4枚のCDを編纂したものであった。

## ディスコグラフィ

### ソロ・アルバム
- Virtuality (2003年)
- If Ever I Am (2004年)
- Just Desserts (2006年) ※with Robert Fenner[2]

### その他の参加アルバム
- ソフト・マシーン: 『ヴォリューム2』 - Volume Two（1969年）
- ワイルド・フラワーズ: 『ザ・ワイルド・フラワーズ』 - Tales of Canterbury: The Wilde Flowers Story (1994年)
- Various Artists: 『カンタベリー・サウンドの誕生』 - Canterburied Sounds, Vol.s 1-4 (1998年)

## フィルモグラフィ
- 『カンタベリー・テイルズ ロマンティック・ウォーリアーズIII』 - Romantic Warriors III: Canterbury Tales (2015年) ※DVD